# Hans Asmussen
Hans Asmussen (ur. 21 sierpnia 1898 we Flensburgu (Szlezwik), zm. 30 grudnia 1968 w Heidelbergu) – luterański pastor, teolog, opozycjonista wobec narodowego socjalizmu w Niemczech i działacz ekumeniczny. Był współautorem Stuttgarter Schuldbekenntnis. Zewnętrzny obserwator na II Soborze Watykańskim.